# Casa consistorial de Ayamonte
El edificio principal del Ayuntamiento de Ayamonte está situado en la céntrica plaza de la Laguna de la ciudad de Ayamonte (provincia de Huelva, Andalucía, España). Es un bello y sencillo edificio constituido a su vez por dos edificaciones: la central, que es la original y primitiva, y un ala lateral moderna rehabilitada recientemente.

## Descripción
El edificio original del ayuntamiento es una edificación del siglo XVIII, típica construcción de las llamadas casa de indianos o habaneros, y consta de un  patio central con fuente y jardín, con habitaciones con vistas al este, y a las cuales se accede a través de una escalinata central y pasillo exteriores abiertos al patio. Sus azulejos, tanto los de la solería como los que decoran las paredes son los típicos de la zona.
La casa con patio, típica sevillana, de origen muy primitivo, proviene de las sucesivas transformaciones de la hispano-musulmana en su relación con las propias de la ciudad y de la sensibilidad de sus habitantes. Aspectos fundamentales de esta casa, como su relación con la calle y el carácter simbólico de su pieza principal, el patio, se enarbolan como características básicas de la edificación sevillana, donde el sutil equilibrio entre el interior y el exterior encuentra su sitio.
El edificio principal también fue conocido como Casa Marchena, ya que pertenecía a la familia Marchena. No fue hasta 1927 cuando el edificio se transformó en Casa Consistorial.
A este edificio se le adosó en la década de los 50 otro que primero sería casa de socorro de la ciudad y más tarde reformado y reutilizado como oficinas administrativas.